# Kálium-karbonát
A kálium-karbonát (vagy más néven hamuzsír, régi nevén kétszénsavas hamany) egy fehér, könnyen málló szilárd só. Vízben jól, alkoholban nem oldódik. Vizes oldata erősen bázikus. Általában kálium-hidroxid és szén-dioxid reakciójával állítják elő. Fő felhasználási területe a szappan- és üveggyártás.

## Előállítása
Nagyipari előállítása a kálium-klorid elektrolízisével kezdődik, melyből így kálium-hidroxid keletkezik. Ezt követően a kálium-hidroxidot szén-dioxiddal reagáltatják, így kapva a kálium-karbonátot, amit számos egyéb, káliumot tartalmazó vegyület alapanyagaként is alkalmaznak.
2 KOH + CO2 → K2CO3 + H2O

## Felhasználása
- szappan- és üveggyártás alapanyagaként, valamint egyes tisztítószerek összetevőjeként is alkalmazzák
- laboratóriumokban vízmegkötő, valamint szárító hatása miatt használják, ha más hasonló anyagok, például kalcium-klorid nem használhatók. Savas környezetben nem alkalmazható.
- vízzel keveredve a reakció exoterm, jelentős hőtöbblet szabadul fel.
- Kínában, és egyes délkelet-ázsiai országokban, de Magyarországon is felhasználják a konyhaművészetben, itt néha hamuzsírként említik. Régebben fahamuból készítették, ebből (és zsíros tapintásából) ered a hamuzsír elnevezés.
- élelmiszerek esetében savanyúságot szabályozó anyagként, E501 néven alkalmazzák. Élelmiszerek esetén nincs napi maximum beviteli mennyisége, ismert mellékhatása nincs.

## Érdekesség
Magyarország egyik legfontosabb exportcikke volt a 18. században.